# 安谷屋真理子
安谷屋 真理子（あだにや まりこ、1949年〈昭和24年〉8月14日 - ）は、元フリーアナウンサー。極東放送およびエフエム沖縄の元アナウンサー。
1973年10月、極東放送入社。社名変更等の再編に伴い、1984年9月にエフエム沖縄へ移籍。『スクリーンへの招待』は、極東放送時代から担当していた番組であり、エフエム沖縄の最長寿番組でもあったが、自身の健康面の問題により2021年9月いっぱいをもって終了し、フリーアナウンサーも引退した。
また、同局主催の映画試写会等のイベントで司会も務めていた。

## 担当番組
特記がない限り、エフエム沖縄の番組。

### 過去
- 極東放送
  - おはよう!!琉球列島
  - ワンマンショウ
- エフエム沖縄
  - FMモーニングステーション（月-水曜日 7:00-10:00）[1]
  - 歌謡ステーション 〜心ほどいて〜（月-金曜日 18:00-18:55）
  - Hello Good Day（木・金曜日 9:00-10:30）
  - スクリーンへの招待（日曜日 20:00-20:55）[1]